# Fremden-Blatt
La Fremden-Blatt fue un periódico austriaco, publicado desde el  1 de julio de 1847 hasta el 22 de marzo de 1919. A partir del 19 de junio de 1866, apareció en ediciones de mañana y tarde.

## Literatura
- Helmut W. Lang (Ed.): Österreichische Retrospektive Biliographie (ORBI).  Serie 2: Prensa austriaca 1492-1945.  Tomo 2: Helmut W. Lang, Ladislaus Lang, Wilma Buchinger: Bibliografía de la prensa austriaca 1621-1945. A–M. Editado en la Biblioteca Nacional de Austria. K. G. Saur, Múnich, 2003, ISBN 3-598-23384-1, Pág. 276-277.